# جزر توكانغبيسي

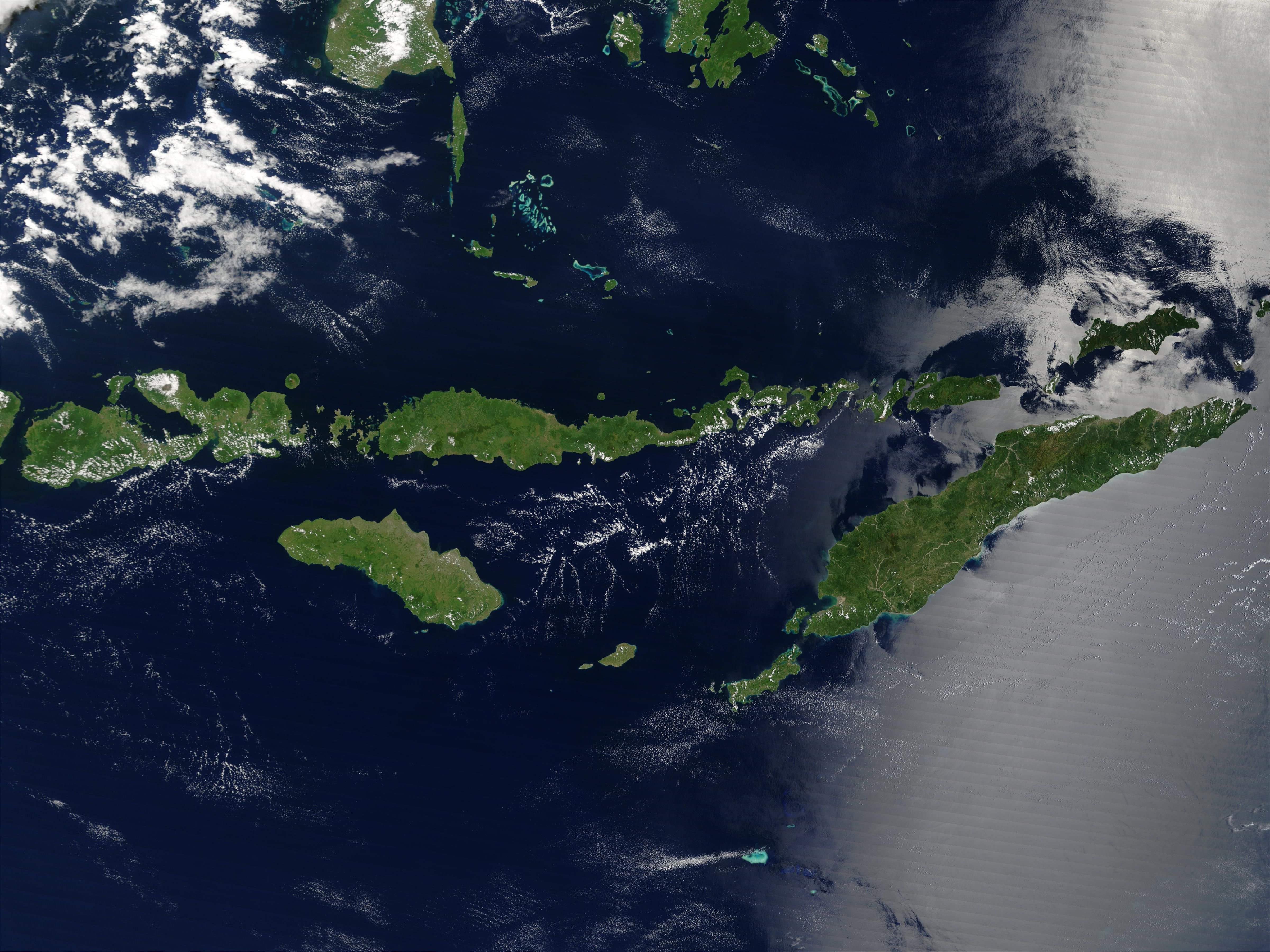

جزر توكانغبيسي هي مجموعة من الجزر الواقعة قبالة الساحل الشرقي لجزيرة سولاوسي، شرق جزيرة بوتون في بحر باندا، والجزر تتبع مقاطعة سولاوسي الجنوبية الشرقية.
السكان يتكلمون لغة توكانغ بيسي. تقع الجزر في خليج كولوانا واتابو.
الجزر في المجموعة:
- جزر واكاتوبي:
  - الشمال الغربي:
    - جزيرة وانغي-وانغي
    - جزيرة كامبود
    - جزيرة جزيرة كامبينان
    - جزيرة تيمور

  - الشمال الأوسط:
    - جزيرة كاليدوبا
    - جزيرة هوغا
    - جزيرة لينيا

  - الجنوب الأوسط:
    - جزيرة توميا
    - جزيرة تالوندانو
    - جزيرة لينيتا
    - جزيرة بينونغكو، وتقع عليها بلدة باباليا
- الجزر الشرقية:
  - جزيرة موروماهو
  - جزيرة كووكوو
  - جزيرة كنتيول
  - جزيرة أنانو
- الجزر المرجانية الغربية:
  - جزيرة كارانغ كابوتا
  - جزيرة كارانغ كاليدوبا
- الجزر المرجانية الشرقية:
  - جزيرة كارانغ كوروماها
  - جزيرة كارانغ كادوبا
- جزر لانغكيسي الواقعة في الشمال الشرقي